# Auzainvilliers
Auzainvilliers ist eine französische Gemeinde mit 207 Einwohnern (Stand: 1. Januar 2022) im Département Vosges in der Region Grand Est (bis 2015 Lothringen). Sie gehört zum Arrondissement Neufchâteau und zum Kanton Vittel.

## Geografie
Auzainvilliers liegt zwischen den Städten Vittel und Neufchâteau. Umgeben wird Auzainvilliers von den Nachbargemeinden Sandaucourt im Norden, Dombrot-sur-Vair im Nordosten, Mandres-sur-Vair im Osten, Bulgnéville im Süden, Vaudoncourt im Südwesten, Morville im Westen sowie Hagnéville-et-Roncourt im Nordwesten.
Durch das Gemeindegebiet von Auzainvilliers führt die Autoroute A31.

## Bevölkerungsentwicklung
| Jahr      | 1962 | 1968 | 1985 | 1982 | 1990 | 1999 | 2007 | 2020 |
| Einwohner | 197  | 197  | 183  | 225  | 220  | 210  | 216  | 240  |

## Sehenswürdigkeiten

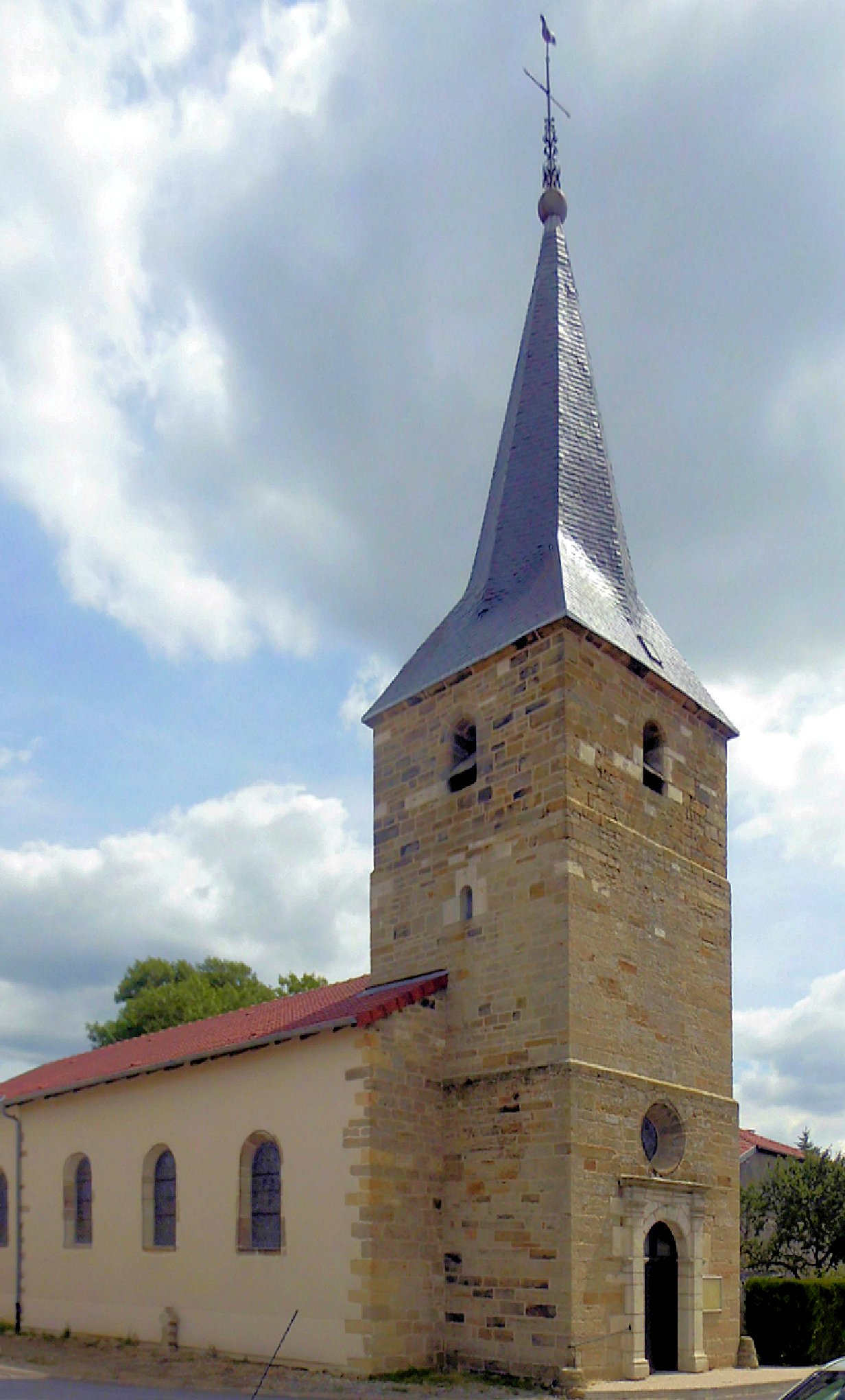
Kirche Saint-Pierre

- Kirche Saint-Pierre